# Trouble Blues
Trouble Blues — дебютний студійний альбом американського блюзового музиканта Кертіса Джонса, випущений у 1961 році лейблом Bluesville.

## Опис
Піаніст Кертіс Джонс грає в акомпанент чудової нью-йоркської ритм-секції з Джонні «Біг Мус» Вокером (тут він на гітарі, не на фортепіано), Робертом Бенксом на органі, Леонардом Гаскіном на контрабасі і Белтоном Евансом на барабанах. Джонс виконує такі номери як «Suicide Blues», «Low Down Worried Blues», «Lonesome Bedroom Blues». Запис відбувся 9 листопада 1960 року на студії Van Gelder Studio в Інглвуд-Кліффс, Нью-Джерсі.
У 1973 році альбом був посмертно перевиданий у Франції лейблом Vogue (Джонс мешкав у Парижі, куди переїхав з США з 1962 року); музикант помер у 1971 році.

## Список композицій
1. «Lonsone Bedroom Blues» (Кертіс Джонс) — 3:23
2. «A Whole Lot of Talk for You» (Кертіс Джонс) — 2:58
3. «Suicide Blues» (Арманд Джексон) — 4:06
4. «Please Say Yes» (Оззі Кадена) — 2:35
5. «Weekend Blues» (Кертіс Джонс) — 3:29
6. «God Woman Blues» (Маркс, Арманд «Джамп» Джексон) — 2:41
7. «Trouble Blues» (Кертіс Джонс, Оззі Кадена) — 5:02
8. «Love Season» (Кертіс Джонс) — 3:55
9. «Low Down Worried Blues» (інтерв'ю) (Кертіс Джонс) — 3:04
10. «Good Time Special» (Кертіс Джонс) — 2:08
11. «Fool Blues» (Арманд Джексон) — 2:34

## Учасники запису
- Кертіс Джонс — фортепіано і вокал
- Джонні «Біг Мус» Вокер — гітара
- Роберт Бенкс — орган
- Леонард Гаскін — контрабас
- Белтон Еванс — ударні

Технічний персонал
- Оззі Кадена — продюсер
- Руді Ван Гелдер — звукоінженер
- Есмонд Едвардс — фотографія [обкладинка]
- Джо Голдберг — текст